# Masham
Masham is een civil parish in het bestuurlijke gebied Harrogate, in het Engelse graafschap North Yorkshire met 1205 inwoners.
Masham wordt uitgesproken als /'mæsəm/, hetgeen etymologisch het ‘heem van Mæs’ betekent; wie niet uit de streek komt, pleegt het echter niet zelden verkeerdelijk als /'mæʃəm/, met een ‘sj’ uit te spreken. Het stadje is een oude markt, en het prominentste kenmerk is dan ook zijn grote centrale marktplaats. Masham ligt aan de Ure in een pittoreske vallei. Het stadje is opmerkelijk omdat het, niettegenstaande zijn bescheiden afmetingen, twee nationaal bekende brouwerijen telt: de Theakston Brewery (bekend van het zwarte bier Theakston’s Old Peculier) en de Black Sheep Brewery, die onder andere Riggwelter brouwt.

## Geschiedenis
In Masham is een massagraf van 36 Vikingen aangetroffen, van wie geweten is dat ze omstreeks 900 het dorp plunderden en de kerk afbrandden. Hun resten bevinden zich thans op het oude kerkhof van de St Mary’s Church. Wellicht hadden voorheen ook de Romeinen de plek reeds aangedaan, maar hiervan zijn geen sporen aangetroffen. De naam duidt erop dat hier ene Mæs woonde, die wellicht een Angel was; zodoende zou het dorp in de 7de eeuw tot stand gekomen zijn.
Het oude kerkje naast de markt is nog gedeeltelijk in romaanse stijl, met latere toevoegingen. Er resteert nog een stuk van een kruisbeeld uit de 8ste eeuw, dat naast de kerk werd geplaatst. Kerkelijk gezien stond Masham aanvankelijk onder de bevoegdheid van York Minster, maar door zijn afgelegen ligging zag de aartsbisschop ertegen op om telkenmale de lange verplaatsing naar Masham te maken. Om die reden werd het dorp de facto autonoom, wat men in middeleeuws Engeland een peculier noemde.
In zijn huidige staat van civil parish bestaat Masham sedert 1866; voordien was het een grote kerkelijke parochie, die nog zeven andere gehuchten omvatte.
Van oudsher is Masham een centrum van de schaapsfokkerij, en dit was ook een van de belangrijkste economische activiteiten die van Masham een stadje maakten: de markt van Masham werd reeds in 1250 officieel erkend, hetgeen er een van de oudste van Engeland van maakt. De gebouwen om de marktplaats zijn grotendeels Georgiaans. Het stadhuis bevindt zich achter de markt, rechttegenover het oude King’s Head Hotel.

## Economie
Het dichtstbijzijnde stadje is Bedale, waarmee Masham een busverbinding heeft, behalve ’s zondags. Vroeger had Masham een spoorwegstation van een tak van de North Eastern Railway, maar die was nooit een groot succes en werd reeds in 1931 voor passagiers gesloten, alvorens in 1963 geheel te worden opgedoekt. De dichtstbijzijnde spoorverbinding is heden ten dage Northallerton, waarvoor men eerst een bus naar Bedale moet nemen.

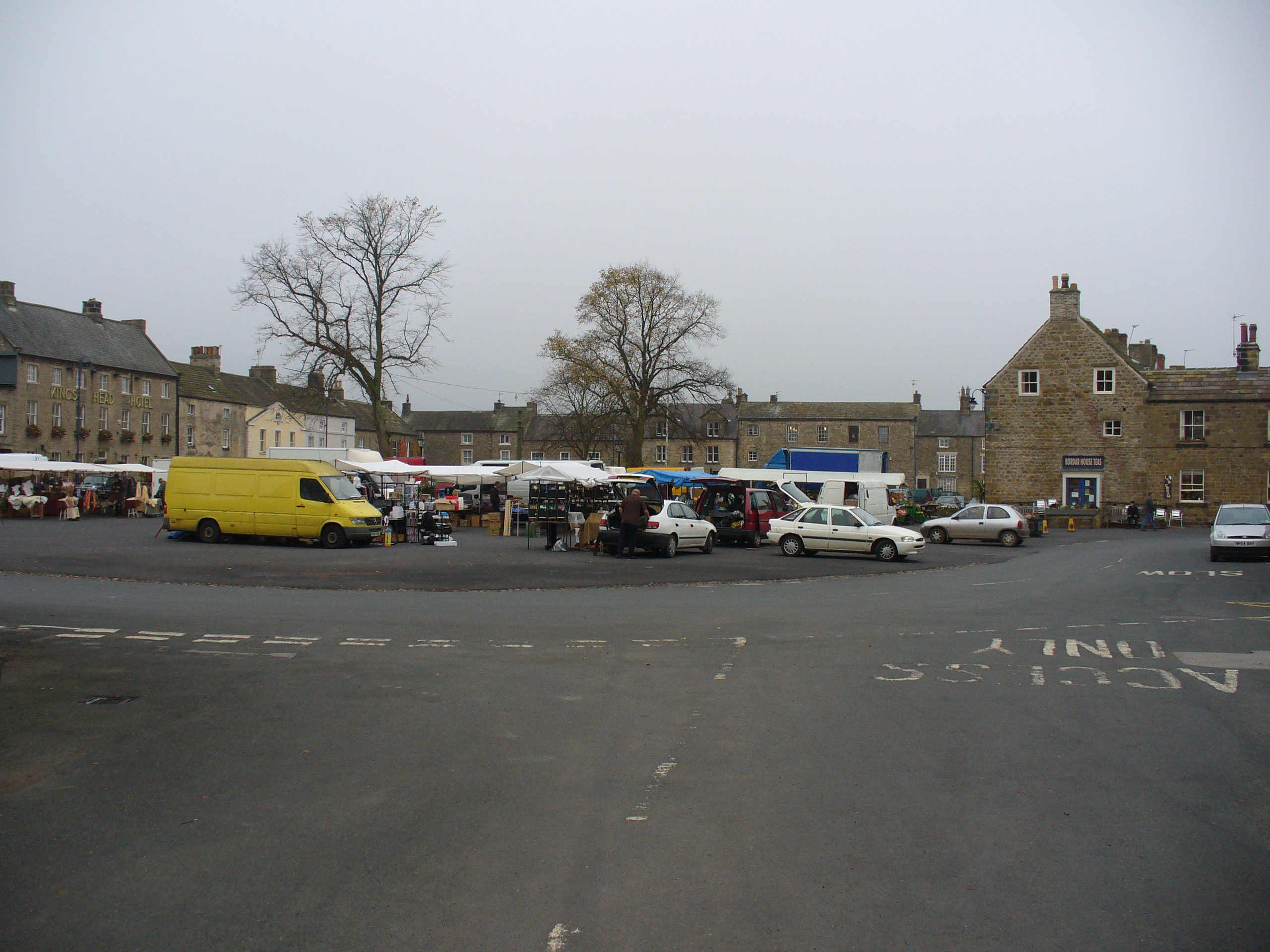
Dorpscentrum op een marktdag

Masham is nog steeds een belangrijk centrum voor de schapenteelt, en elk jaar wordt in september een grote schapenmarkt gehouden. Daarenboven is zowel woensdag als zaterdag een vaste marktdag in Masham: dan worden op de grote marktplaats voedingswaren en textiel verkocht. Om de twee jaar vindt er tevens een kunstenfestival plaats; de Black Sheep Brewery treedt daarnaast als sponsor voor een plaatselijk folkfestival op.
Sedert 1965 wordt in Masham eveneens een festival voor oude stoomtractoren georganiseerd; dit was oorspronkelijk bedoeld om geld voor de restauratie van het stadhuis in te zamelen. Dit gebeuren is heden ten dage een toeristische trekpleister geworden.
Benevens landbouw en schapenfokkerij vormen de twee brouwerijen de belangrijkste economische bedrijvigheid in Masham. Er is tevens een klein aantal restaurantjes, pubs en hotels, alsook een postkantoor dat eveneens als bank fungeert.